# Апелляционный суд штата Нью-Йорк
Апелляционный суд штата Нью-Йорк (англ. New York Court of Appeals) — высший судебный орган штата Нью-Йорк. Является судом последней инстанции в судебной системе штата и формирует прецеденты для нижестоящих судов. 
Принятое апелляционным судом решение может быть обжаловано в Верховный суд США только в том случае, если в деле затронуты вопросы федерального права. 

## Юрисдикция
В апелляционный суд обжалуются решения по гражданским и уголовным делам, принятые нижестоящими судами судебной системы штата Нью-Йорк. Как и Верховный суд США, апелляционный суд принимает жалобы на свое усмотрение и рассматривает только вопросы права, а не фактические обстоятельства дела.

## Структура суда
Апелляционный суд состоит из 7 судей, включая главного судью, которые назначаются Губернатором штата с одобрения Сената на срок в 14 лет. При этом главный судья апелляционного суда также является главным судьёй штата Нью-Йорк.